# Vosbles
Vosbles korábbi község (település) Franciaországban, Jura megyében. 2018. január 1-jén Valfin-sur-Valouse községgel egyesült és Vosbles-Valfin új község része lett.
Lakosainak száma 110 fő (2015). Vosbles Genod, Aromas, Charnod, Chemilla, Cornod, Lavans-sur-Valouse, Saint-Hymetière, Thoirette, Valfin-sur-Valouse, Thoirette-Coisia és Aromas községekkel határos.

## Népesség
A település népessége az elmúlt években az alábbi módon változott:

| 2013 | 101 |
| 2015 | 110 |